# Ксьонж-Великі (гміна)
Гміна Ксьонж-Велькі (пол. Gmina Książ Wielki) — місько-сільська гміна у південній Польщі. Належить до Меховського повіту Малопольського воєводства.
Станом на 31 грудня 2011 у гміні проживало 5336 осіб.

## Площа
Згідно з даними за 2007 рік площа гміни становила 137.80 км², у тому числі:
- орні землі: 67.00%
- ліси: 27.00%

Таким чином, площа гміни становить 20.36% площі повіту.

## Населення
Станом на 31 грудня 2011:
| Опис     | Загалом | Загалом | Чоловіки | Чоловіки | Жінки | Жінки |
| -------- | ------- | ------- | -------- | -------- | ----- | ----- |
| одиниця  | осіб    | %       | осіб     | %        | осіб  | %     |
| все      | 5336    | 100     | 2614     | 48.99    | 2722  | 51.01 |
| міське   | 0       | 100     | 0        |          | 0     |       |
| сільське | 5336    | 100     | 2614     | 48.99    | 2722  | 51.01 |

## Сусідні гміни
Гміна Ксьонж-Велькі межує з такими гмінами: Водзіслав, Дзялошице, Козлув, Мехув, Слабошув, Харшниця.